# Outside (album, David Bowie)
Outside (nebo též 1. Outside) je devatenácté studiové album anglického hudebníka Davida Bowieho. Vydáno bylo v září roku 1995 společností Virgin Records. Spolu s Bowiem jej produkovali Brian Eno a David Richards. Nahráno bylo ve studiích Mountain Studios ve švýcarském Montreux a The Hit Factory v New Yorku. V americké hitparádě Billboard 200 se umístilo na 21. příčce, zatímco v britské UK Albums Chart dosáhlo osmé.

## Seznam skladeb
1. „Leon Takes Us Outside“ – 1:25
2. „Outside“ – 4:04
3. „The Hearts Filthy Lesson“ – 4:57
4. „A Small Plot of Land“ – 6:34
5. „Segue - Baby Grace (A Horrid Cassette)“ – 1:39
6. „Hallo Spaceboy“ – 5:14
7. „The Motel“ – 6:49
8. „I Have Not Been to Oxford Town“ – 3:47
9. „No Control“ – 4:33
10. „Segue - Algeria Touchshriek“ – 2:03
11. „The Voyeur of Utter Destruction (As Beauty)“ – 4:21
12. „Segue - Ramona A. Stone / I Am with Name“ – 4:01
13. „Wishful Beginnings“ – 5:08
14. „We Prick You“ – 4:33
15. „Segue - Nathan Adler“ – 1:00
16. „I'm Deranged“ – 4:31
17. „Thru' These Architects Eyes“ – 4:22
18. „Segue - Nathan Adler“ – 0:28
19. „Strangers When We Meet“ – 5:07

## Obsazení
- David Bowie – zpěv, saxofon, kytara, klávesy
- Brian Eno – syntezátor, zvukové efekty
- Reeves Gabrels – kytara
- Erdal Kızılçay – baskytara, klávesy
- Mike Garson – klavír
- Sterling Campbell – bicí
- Carlos Alomar – kytara
- Joey Baron – bicí
- Yossi Fine – baskytara
- Tom Frish – kytara
- Kevin Armstrong – kytara
- Bryony, Lola, Josey a Ruby Edwards – doprovodné vokály